# Erlenbach (Landkreis Heilbronn)

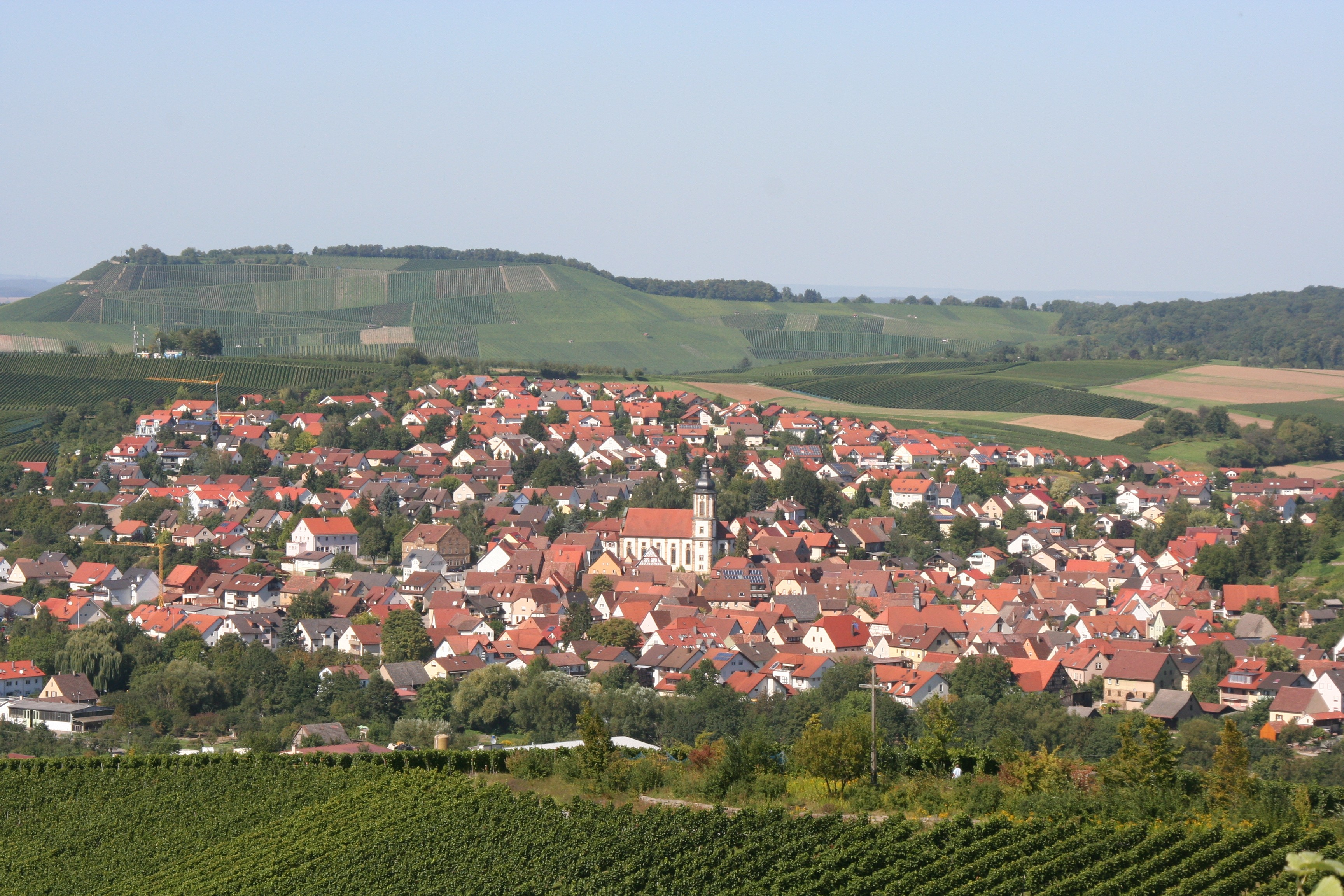
Erlenbach von Südosten

Erlenbach ist eine Weinbau-Gemeinde im baden-württembergischen Landkreis Heilbronn, die aus den beiden Ortsteilen Erlenbach und Binswangen besteht. Sie gehört zur Region Heilbronn-Franken und zur äußeren Metropolregion Stuttgart.

## Geographie

### Geographische Lage
Erlenbach liegt am Fuße des 317 m hohen Kaybergs im unteren Sulmtal im Osten des Landkreises Heilbronn. Der Kayberg ist zugleich der höchste Punkt der Gemarkung; der mit 155 m tiefste Punkt befindet sich an der Sulm an der Gemarkungsgrenze zu Neckarsulm. Erlenbach hat Anteil an den Naturräumen Schwäbisch-Fränkische Waldberge und Neckarbecken.

### Nachbargemeinden
Nachbarstädte und -gemeinden Erlenbachs sind (im Uhrzeigersinn, beginnend im Westen): Heilbronn (Stadtkreis), Neckarsulm, Eberstadt und Weinsberg. Bis auf Heilbronn gehören alle zum Landkreis Heilbronn. Mit Neckarsulm und Untereisesheim ist Erlenbach eine Vereinbarte Verwaltungsgemeinschaft eingegangen.

### Gemeindegliederung
Erlenbach besteht aus den ineinander übergehenden Ortsteilen Erlenbach (im Osten) und Binswangen (im Westen).

### Flächenaufteilung
Nach Daten des Statistischen Landesamtes, Stand 2014.

## Geschichte

### Frühe Geschichte und Mittelalter
Spuren menschlichen Lebens auf dem Gebiet der heutigen Gemeinde Erlenbach reichen mehrere Tausend Jahre in die Vergangenheit zurück. So konnten 1982 am „Ohrberg“ südlich der Ortschaft Tonscherben aus der Zeit der Bandkeramik (gegen 4000 v. Chr.) aufgefunden werden, welche auf eine erste bäuerliche Ansiedlung in der Jungsteinzeit hindeuten. Zudem gilt eine Besiedlung in der Bronzezeit (2200–800 v. Chr.) durch einen nördlich des Ortes am Geißberg entdeckten Grabhügel und zahlreichen aus dieser Epoche stammenden Pfeilspitzen als gesichert. Die bis heute bestehenden Orte Erlenbach und Binswangen sind vermutlich beide in der früheren Ausbauzeit des Hochmittelalters entstanden. Im Falle Binswangens ist aufgrund der typischen Endung des Ortsnamens auf „-wangen“ allerdings auch eine Gründung in alemannischer Zeit naheliegend.
Erstmals urkundlich erwähnt wurde Erlenbach im Jahre 1130 im Hirsauer Codex. Anlass der Erwähnung war die Schenkung von Weinbergen in „Erlebach“ durch Konrad von Weinsberg an das Kloster Hirsau. Der Ortsname deutet auf ein von Erlenbäumen gesäumtes Fließgewässer hin. Binswangens erster urkundlicher Beleg datiert unter dem damals verwendeten Name „Binrzwange“ auf das Jahr 1176, als Papst Alexander III. dem Kloster Schöntal einen Schutzbrief ausstellte. Hier kann der Ortsname als Hinweis auf ein Binsenfeld verstanden werden. Beide Orte gehörten damals innerhalb des Heiligen Römischen Reichs Deutscher Nation zur Herrschaft Scheuerberg, welche durch die Herren von Weinsberg verwaltet wurde. Erlenbach und Binswangen bildeten durch die gemeinsame Herrschaftszugehörigkeit und die benachbarte Lage zeitweise eine Markgenossenschaft, die sich u. a. in einem gemeinsamen Hochgericht und gemeinsamer Weidenutzung ausdrückte.
Eberhard von Weinsberg musste 1335 infolge seiner hohen Verschuldung die Herrschaft Scheuerberg inklusive der Dörfer Erlenbach und Binswangen an das Erzstift Mainz verkaufen, die das Gebiet anschließend nacheinander an die Herren von Hirschhorn (1344–1360), an die Ritterfamilie von Sickingen (1411–1440 und 1448–1484) und an die Ritterfamilie von Gemmingen (1440) verpfändete. Am 27. Mai 1484 schließlich kamen durch Gebietstausch beide Orte an den Deutschen Orden und unterstanden fortan dem Deutschmeister in Gundelsheim. Innerhalb des Deutschen Ordens wurden sie dem Verwaltungsbezirk „Ballei Franken“ zugerechnet, welche ab 1500 im Zuge der Reichsreform einen Teil des Fränkischen Reichskreises bildete. Bis ins 19. Jahrhundert hinein blieb dies unverändert.
Im ausgehenden Mittelalter besaßen das Stift Wimpfen, das Kloster Comburg, das Kloster Ebrach, das Kloster Gnadental, das Heilbronner Klarakloster, das Kloster Lichtenstern sowie das Kloster Schöntal Güter und Rechte in Erlenbach. Später kamen auch württembergische und limpurgische Rechte hinzu, während der Deutsche Orden den Ebracher Anteil am Zehnten sowie die Pfarrei erwarb. In Binswangen hatten das Kloster Schöntal, das Kloster Lichtenstern, die Heilbronner Klarissen sowie das Kloster Amorbach Besitz und Rechte.

### Frühe Neuzeit

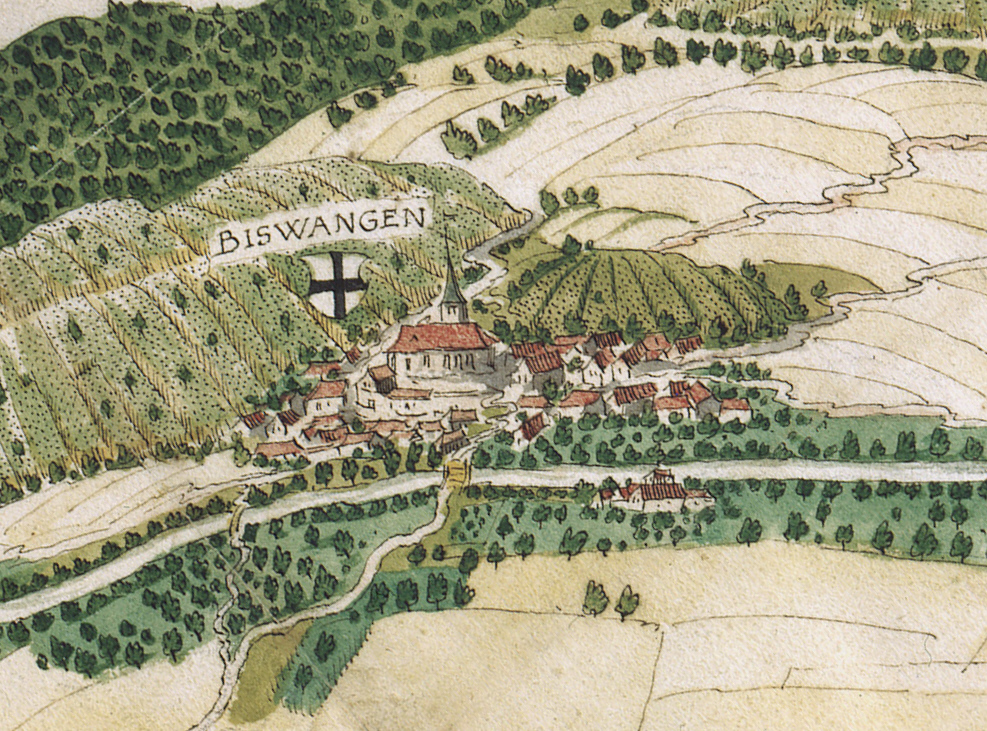
Ansicht Binswangens aus dem Jahr 1578

In den Jahren 1524/1525 kam es in Form von zahlreichen lokalen Bauernaufständen zum Deutschen Bauernkrieg, bei welchem sich auch einige Einwohner aus den Dörfern Erlenbach und Binswangen beteiligten. Erwähnenswert sind hierbei Hans und Balthasar Volz sowie Leonhard Ilsfelder aus Erlenbach, die sich als Anführer der Aufständischen hervortaten und bei Plünderungen mitwirkten. Nach der Niederschlagung der Aufstände 1525 wurden zur Strafe weite Teile beider Orte zerstört. Außerdem wurde das gemeinsame Hochgericht der Ortschaften aufgehoben und trotz Bitten mehrere Jahrzehnte später nicht wiederhergestellt.
Das Wüten der Pest Mitte der 1620er-Jahre forderte zahlreiche Todesopfer, für die 1626 eigens ein außerhalb gelegener Pestfriedhof errichtet wurde. Bei einem erneuten Ausbruch der Seuche 1635 war ebenfalls eine Anzahl an Pesttoten zu beklagen. Wenige Jahre später brachte der Dreißigjährige Krieg größeres Leid über die Bevölkerung, wobei als schwerwiegendstes Ereignis sicher das Niederbrennen von etwa der Hälfte der Gebäude Erlenbachs im Dezember 1642 durch schwedische und französisch-weimarische Truppen anzusehen ist.

### 19. und 20. Jahrhundert

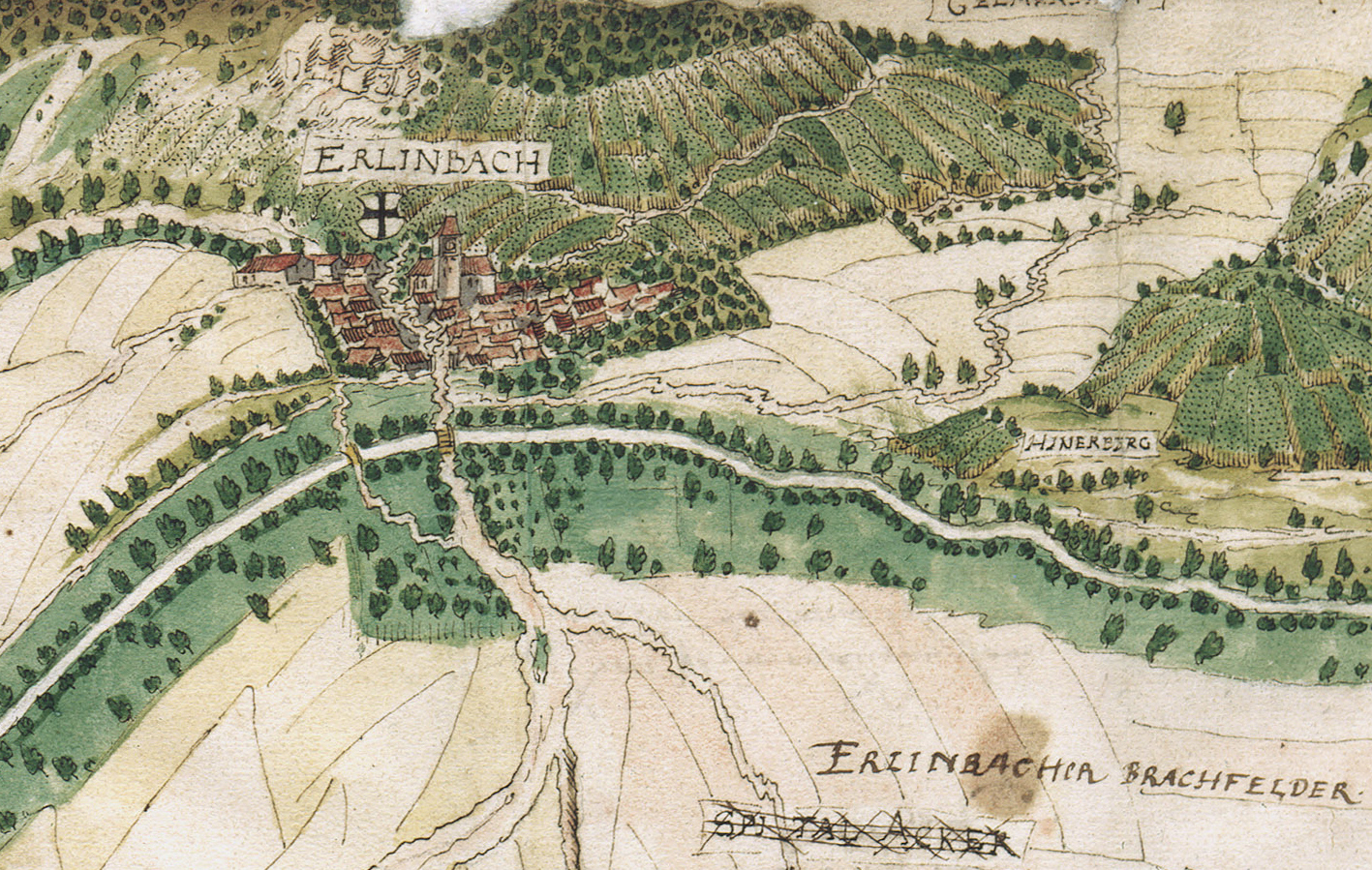
Ansicht Erlenbachs aus dem Jahr 1578

Nach Auflösung des Deutschordensstaates kamen beide Orte 1805 an das Kurfürstentum bzw. (seit 1806)  Königreich Württemberg und wurden dort dem Oberamt Neckarsulm zugeteilt. Nach dem Ende der Monarchie gehörte Erlenbacht zum Volksstaat Württemberg. Bei der Kreisreform während der NS-Zeit in Württemberg wurde das Oberamt Neckarsulm 1934 in Kreis Neckarsulm umbenannt.
Am 1. April 1935 wurden Binswangen und Erlenbach unter dem Namen Erlenbach zusammengeschlossen. Mit Auflösung des Kreises Neckarsulm kam die Gemeinde am 1. Oktober 1938 zum Landkreis Heilbronn. 1939 wurden 2137 Einwohner gezählt. Durch die aus Einwohnerwachstum resultierende Bautätigkeit nach dem Zweiten Weltkrieg sind die beiden Teilorte inzwischen zusammengewachsen.
1945 bis 1952 befand sich die Gemeinde im Nachkriegsland Württemberg-Baden, das 1945 in der Amerikanischen Besatzungszone gegründet worden war. 1952 kam Erlenbach zum neuen Bundesland Baden-Württemberg.

## Bevölkerung

### Religionen

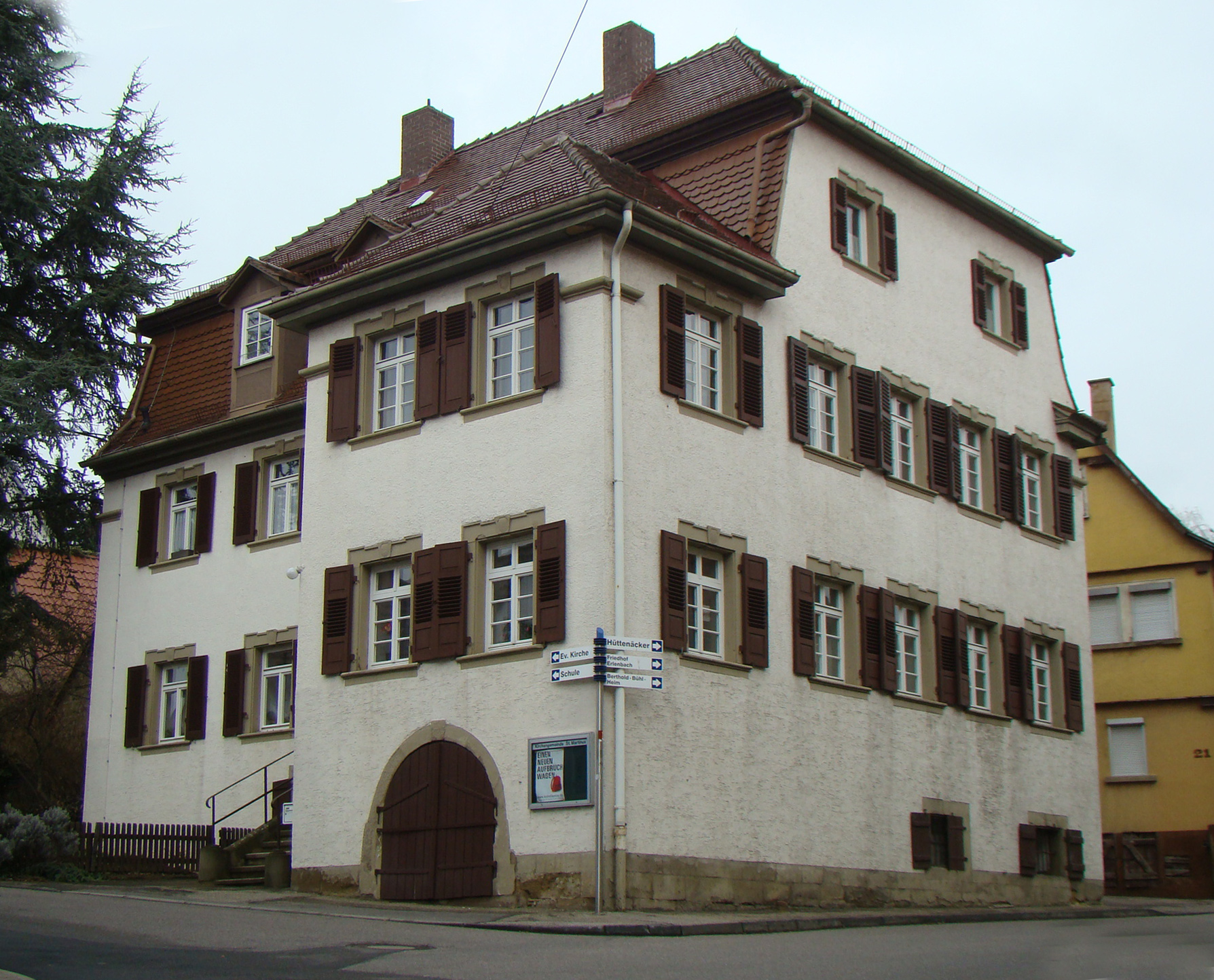
Katholisches Pfarrhaus in Erlenbach

Bedingt durch die einstige Zugehörigkeit zum Deutschen Orden sind die Einwohner Erlenbachs bis in die Gegenwart überwiegend katholisch. In Erlenbach bestand bereits im späten Mittelalter eine eigene Pfarrei. Anfang des 14. Jahrhunderts gehörte der Ort zum Bistum Würzburg, das Kirchenpatronat hatten die Herren von Weinsberg inne. Im Jahr 1331 stifteten diese die Pfarrei dem Zisterzienserkloster Ebrach im Steigerwald. Dieses wiederum verkaufte die Pfarrei mit Kirche und Pfarrhaus im Jahr 1661 an den Deutschen Orden. Binswangen zählte Anfang des 14. Jahrhunderts ebenfalls zum Bistum Würzburg, kam 1335 jedoch an das Erzbistum Mainz und von dort aus an den Deutschen Orden. Die Binswanger Pfarrei war ursprünglich Neckarsulm angegliedert, erhielt erst 1582 einen eigenen Pfarrer und wurde somit selbstständig.
Vom Deutschen Orden wurden die Gedanken der Reformation nicht umgesetzt. Im 16. Jahrhundert sollen sich einige Bewohner beider Dörfer der Wiedertäufer-Bewegung angeschlossen haben, was der katholischen Obrigkeit widerstrebte. Als aber 1537 ebendiese festgenommen werden sollte, konnten in keinem der Orte verdächtige Personen ausgemacht werden.
Anfang des 19. Jahrhunderts bestanden die zwei Ortschaften noch ausschließlich aus katholischen Einwohnern. Die Volkszählung im Königreich Württemberg aus dem Jahre 1858 weist für Erlenbach 97,6 % Katholiken und einen geringen Anteil von nur 2,4 % Evangelischen aus. Die Beschreibung des Oberamts Neckarsulm, erschienen 1881, nennt für Erlenbach bei einer Zahl von 1154 Einwohnern nur 38 Evangelische, während der Rest der Bevölkerung katholischen Bekenntnisses war. Für Binswangen bietet sich ein ähnliches Bild – von den 609 Einwohnern hingen 18 dem evangelischen Glauben an, der Rest hingegen war katholisch. Diese Situation änderte sich Anfang des 20. Jahrhunderts nur geringfügig, als in Erlenbach 98,2 % Katholiken und 1,8 % Evangelische lebten. Die niedrige Anzahl an Evangelischen machte keine eigene Kirche erforderlich, stattdessen waren die Erlenbacher und Binswanger Protestanten als Filialisten der Stadtkirchengemeinde in Neckarsulm angegliedert.

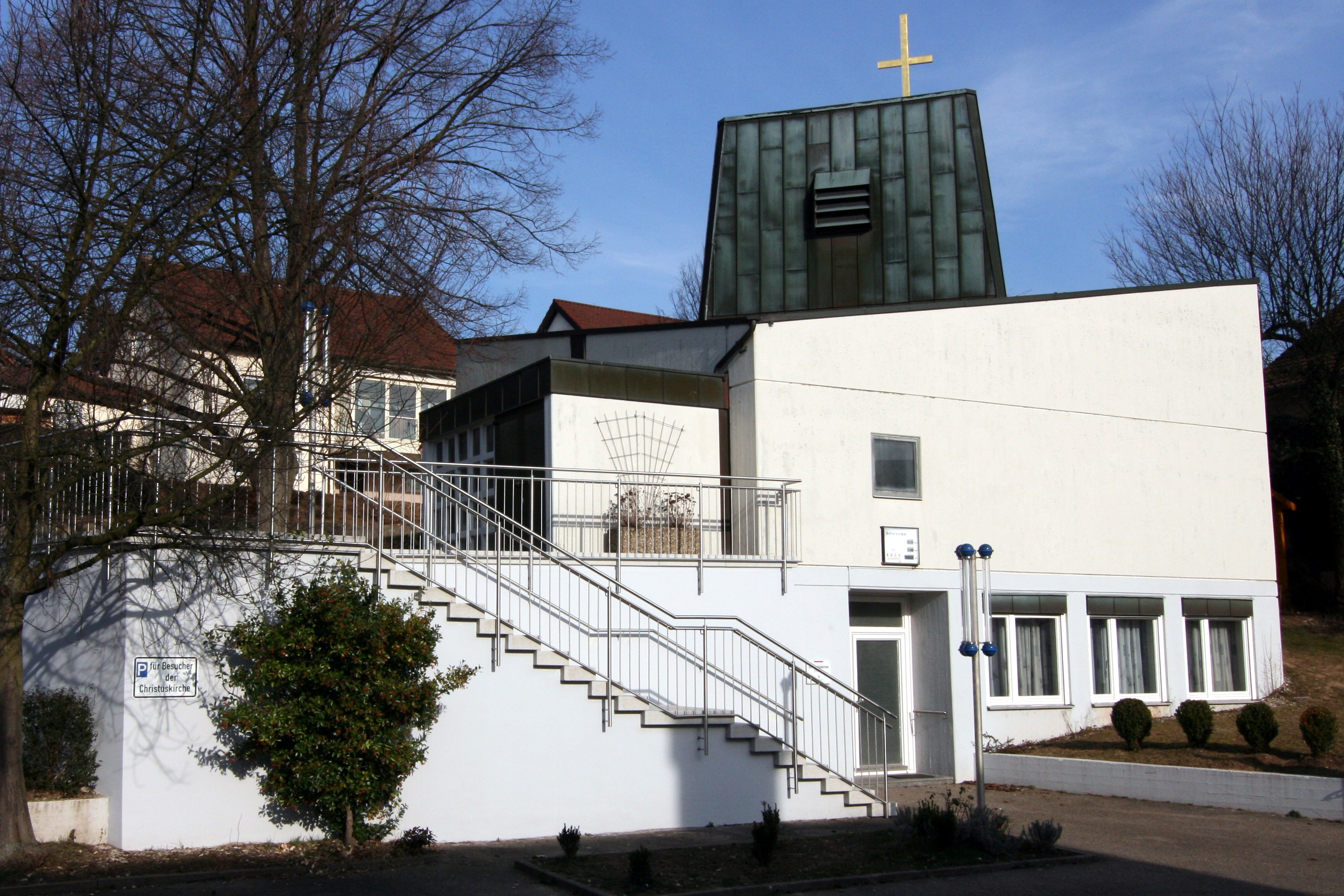
Evangelische Christuskirche (2012)

Erst in der Nachkriegszeit setzte ein Wandel in Bezug auf die Religionszugehörigkeiten ein. Sowohl Menschen aus dem größtenteils evangelisch geprägten Umland als auch aus anderen Teilen Deutschlands zogen zu und ließen die evangelische Gemeinde wachsen. In beiden Ortsteilen der Gemeinde wuchs so der Anteil der evangelischen Bevölkerung von 7,9 % (1950) über 11,5 % (1961) auf 14,3 % (1970). Ab Anfang der 1960er-Jahre liefen die Planungen zum Bau einer eigenen Kirche mit Gemeinderaum, am 11. Juli 1965 schließlich konnte die Christuskirche eingeweiht werden. Auch in der Folge wuchs die evangelische Gemeinde, 1985 bestand sie aus 950 und im Jahr 2004 bereits aus 1400 Menschen. Die Evangelische Christuskirchengemeinde Erlenbach bildet mit weiteren Kirchengemeinden die Gesamtkirchengemeinde Neckarsulm, welche innerhalb der Evangelischen Landeskirche in Württemberg dem Kirchenbezirk Neuenstadt am Kocher zugeordnet ist.
In gleicher Zeit nahm der Anteil der katholischen Bevölkerung von 91,8 % (1950) über 87,6 % (1961) auf 81,4 % (1970) ab. Die beiden Kirchengemeinden St. Michael Binswangen mit rund 730 Gläubigen und St. Martinus Erlenbach mit etwa 1440 Gläubigen bilden heute gemeinsam die katholische Seelsorgeeinheit „Unterm Kayberg“ und gehören innerhalb der Diözese Rottenburg-Stuttgart zum Dekanat Heilbronn-Neckarsulm.
Konfessionslose beziehungsweise Anhänger anderer Religionen machten 1950 0,3 %, im Jahr 1960 1 % und 1970 4,3 % aus. In jüngerer Zeit ließ sich außerdem die „Gemeinde Gottes“, eine evangelische Freikirche, im Ortsteil Binswangen nieder.

### Persönlichkeiten

#### Söhne und Töchter der Gemeinde
- Anton Vogt (1727–1784), Jesuit, Professor der Theologie in Mainz, Pfarrer und Urheber einiger philosophischer und theologischer Werke
- Damian von Mosthaf (1774–1851), Verwaltungsbeamter und Landtagsabgeordneter
- Berthold Bühl (1885–1968), Geistlicher des Franziskanerordens, Apostolischer Vikar und Administrator in Bolivien, Bischof von Oruro und Konzilsvater des Zweiten Vatikanischen Konzils. Nach ihm ist das „Berthold-Bühl-Heim“ in Erlenbach benannt.

## Politik

### Gemeinderat
Der Gemeinderat in Erlenbach hat 14 Mitglieder. Er besteht aus den gewählten ehrenamtlichen Gemeinderäten und dem Bürgermeister als Vorsitzendem. Der Bürgermeister ist im Gemeinderat stimmberechtigt. 
Die Kommunalwahl am 9. Juni 2024 führte zu folgendem Endergebnis. Die Wahlbeteiligung betrug 66,96 % (2019: 67,1 %).
| Partei/Liste                           | Stimmenanteil    | Sitze | Ergebnis 2019   |
| -------------------------------------- | ---------------- | ----- | --------------- |
| Wählervereinigung Erlenbach-Binswangen | 56,18 %          | 8     | 49,5 %, 7 Sitze |
| CDU                                    | 43,82 %          | 6     | 42,6 %, 6 Sitze |
| SPD                                    | nicht angetreten |       | 7,9 %, 1 Sitz0  |

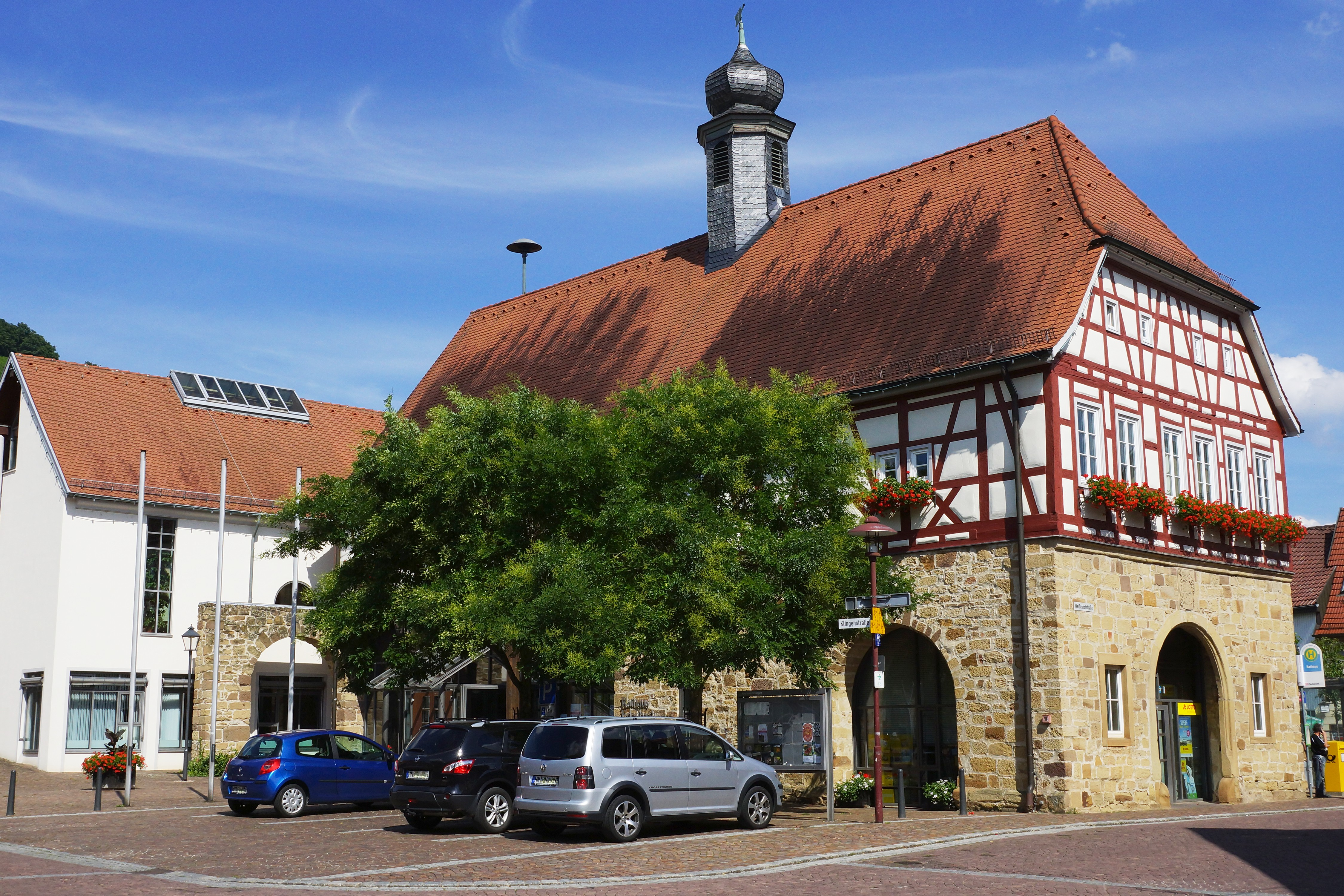
Rathaus Erlenbach
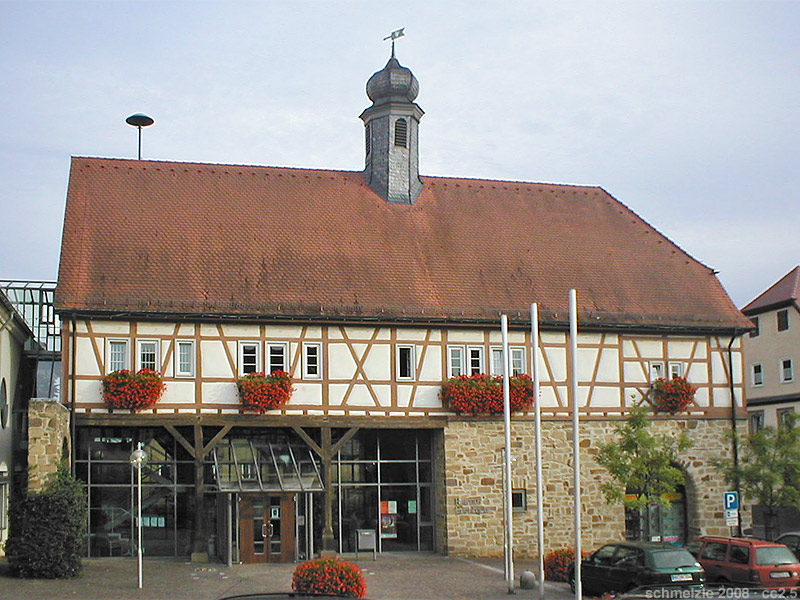
Rathaus Erlenbach
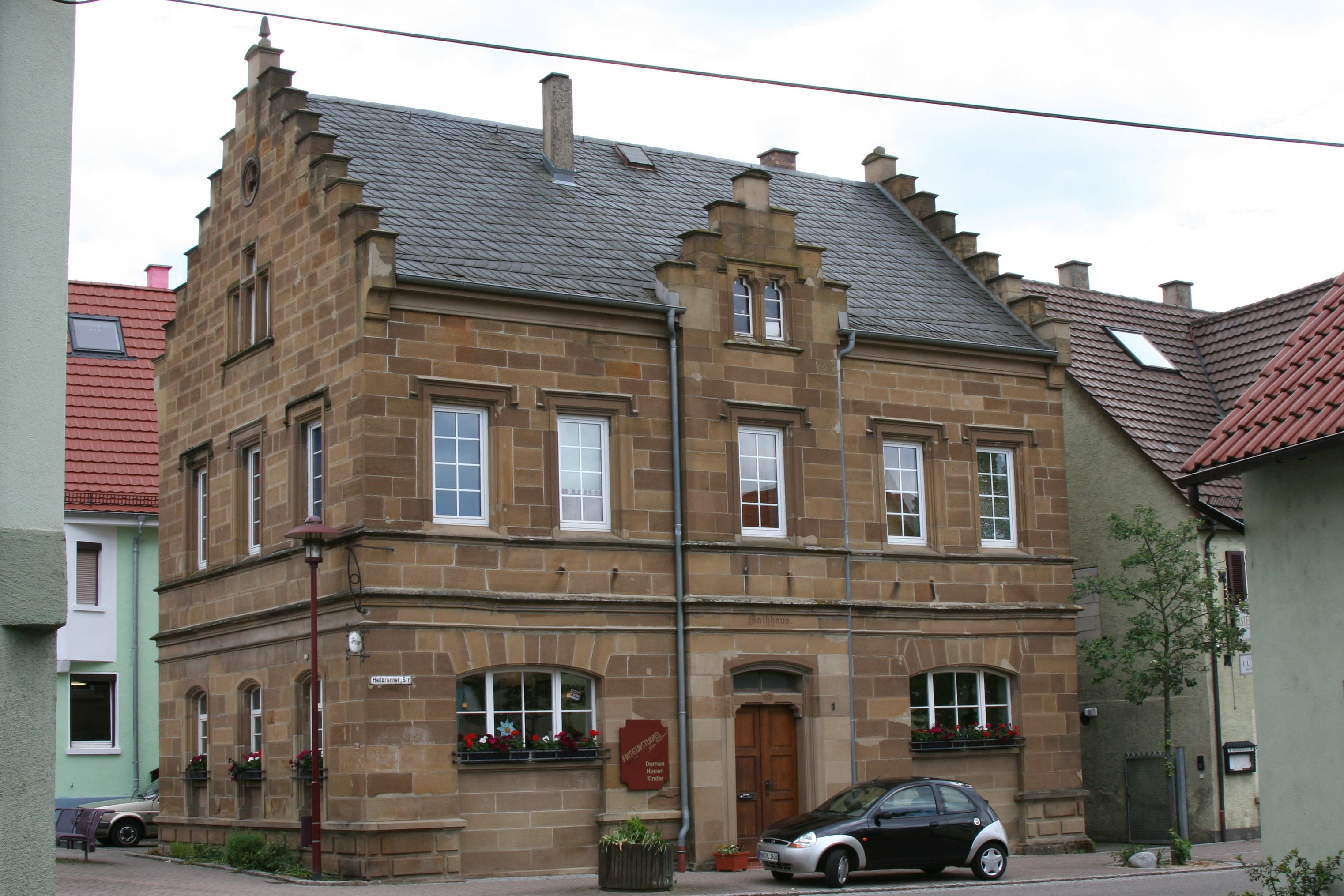
Ehemaliges Rathaus Binswangen

### Bürgermeister
Uwe Mosthaf wurde im April 2010 zum neuen Bürgermeister gewählt. Vorgänger Karl Alber hatte das Amt seit 1986 bekleidet.

### Wappen und Flagge

Wappen Erlenbachs

Die Blasonierung des Erlenbacher Wappens lautet: In Silber ein durchgehendes schwarzes Kreuz mit Tatzenenden, belegt mit einem schmalen goldenen Lilienkreuz und einem silbernen Herzschild, darin an grünem Rebzweig mit rechtshinweisendem Blatt eine blaue Traube. Die Flagge der Gemeinde ist Blau-Weiß.
Erlenbach führte vermutlich bis ins 20. Jahrhundert kein eigenes Wappen. Um 1930 nahm die Gemeinde das Wappen in ihr Dienstsiegel auf, das über dem Eingang des Rathauses in Stein gehauen war: das Wappen des Deutsch- und Hochmeisters Franz Ludwig von Pfalz-Neuburg aus dem Jahr 1698 mit dem Deutschordenskreuz. Die württembergische Archivdirektion beanstandete 1938 das Wappen und schlug ein anderes Wappen vor, das das Deutschordenskreuz und als Hinweis auf den Erlenbacher Weinbau eine Weintraube enthielt. Das Wappen wurde nicht verliehen, weil am 15. Dezember 1937 ein Erlass des Reichsinnenministers gegen kirchliche Wappenfiguren ergangen war (zu diesen zählt das Deutschordenskreuz). Ein daraufhin von der Archivdirektion vorgeschlagenes alternatives Wappen (Blasonierung: In Silber über einem blauen Wellenbalken ein pfahlweis gestellter grüner Erlenzweig) nahm die Gemeinde nicht an. Nach dem Zweiten Weltkrieg (nachgewiesen ab 1947) verwendete die Gemeinde in ihrem Dienststempel ein dem Vorschlag von 1938 ähnelndes Wappenbild, das sie 1956 mit Billigung der Archivdirektion als ihr jetziges Wappen annahm. Die Archivdirektion legte die Farben fest. Am 4. Mai 1960 bestätigte das baden-württembergische Innenministerium das neue Wappen und verlieh der Gemeinde die Flaggenfarben Blau-Weiß.

### Partnergemeinde
1997 gab es erste Kontakte zu Seiches-sur-le-Loir, einer Gemeinde im Westen Frankreichs, nahe Angers, mit etwa 2200 Einwohnern. Zu Pfingsten 2000 wurde die Partnerschaft in Seiches-sur-le-Loir offiziell besiegelt, im Mai 2002 fand die Unterzeichnung der Partnerschaft in Erlenbach statt.

## Kultur und Sehenswürdigkeiten

### Bauwerke

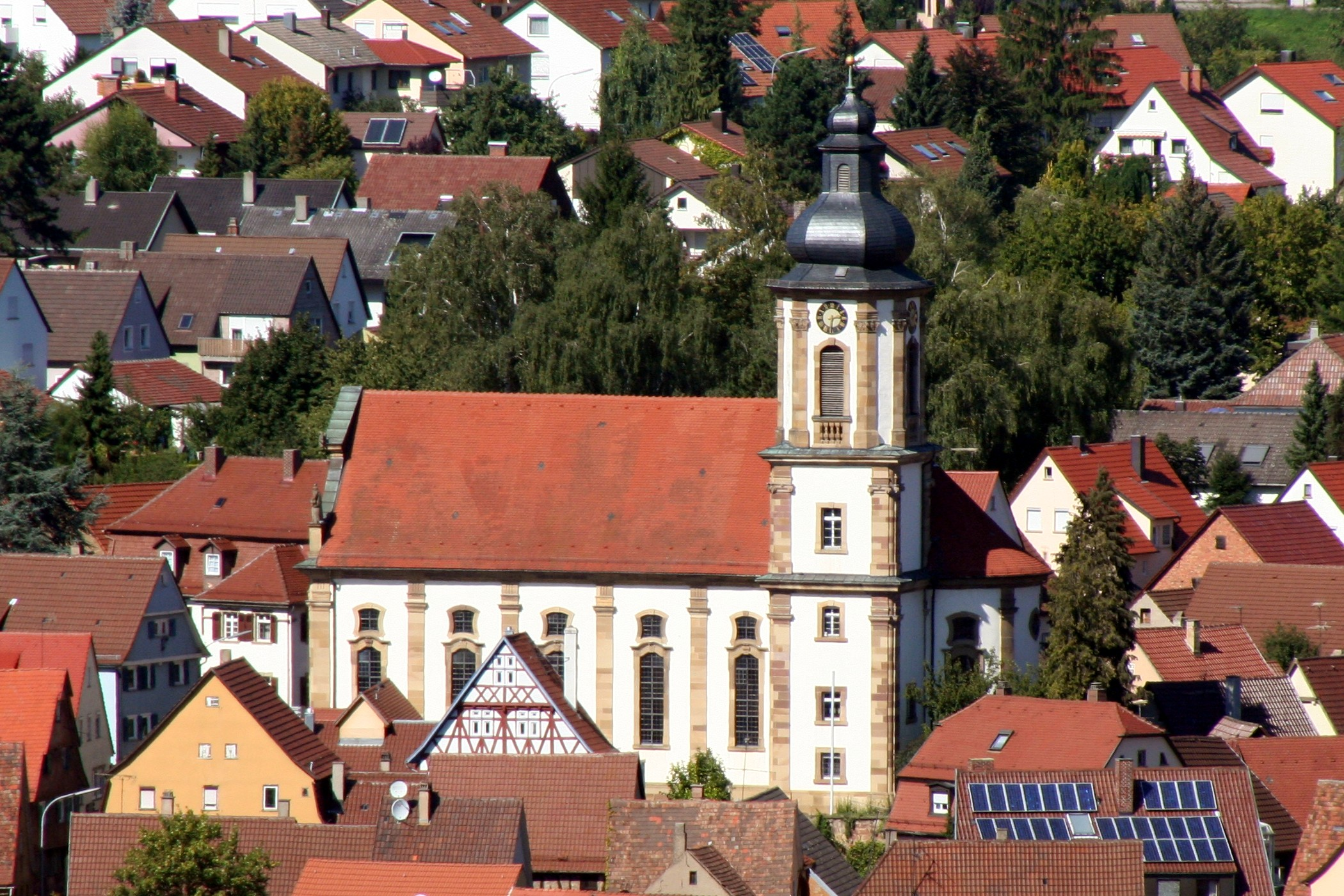
St. Martinus in Erlenbach

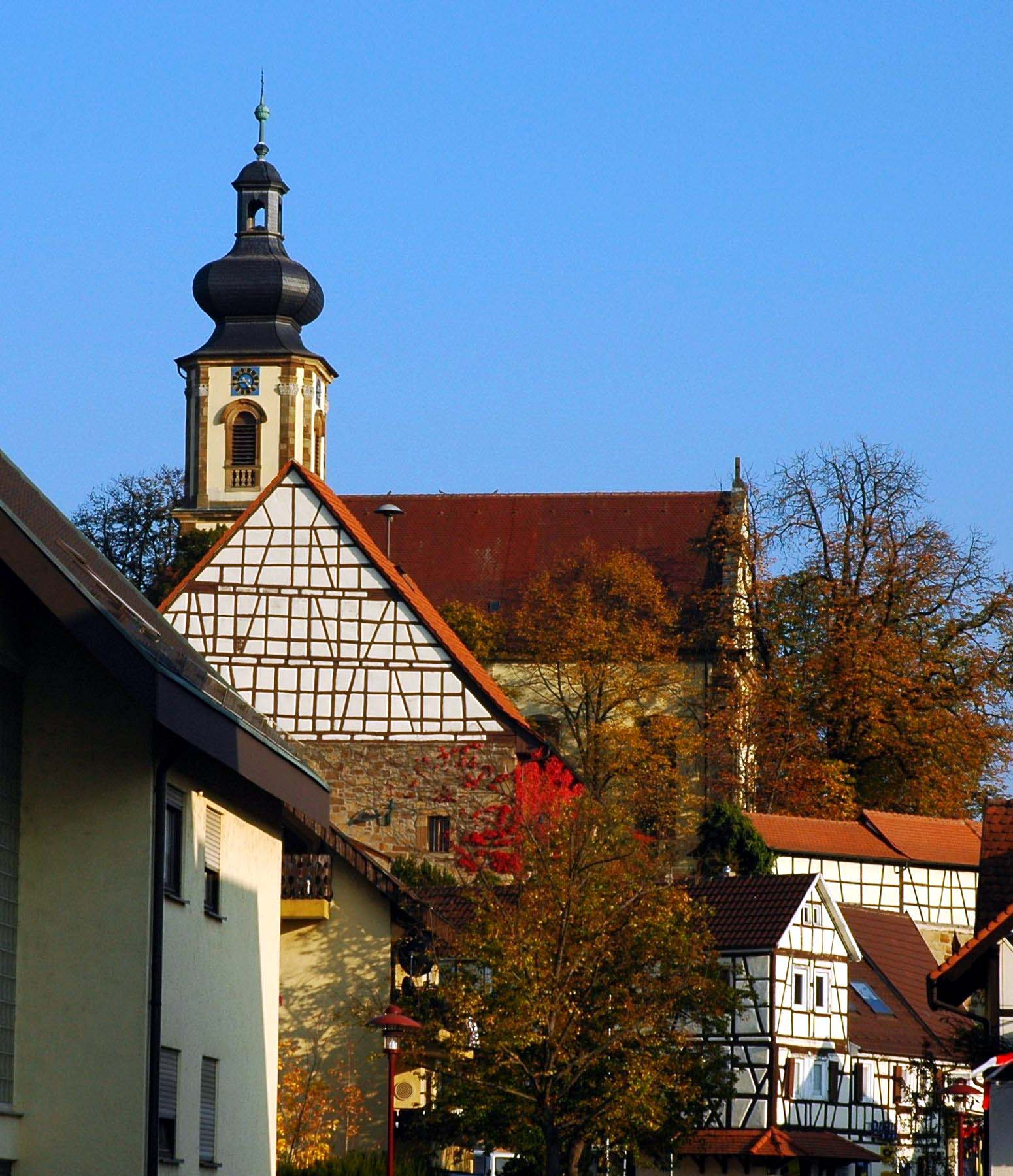
St. Michael in Binswangen

Die katholische Pfarrkirche St. Martinus in Erlenbach wurde 1753 bis 1760 anstelle einer älteren Martinskirche im Stil des späten Barock neu erbaut. Das ebenfalls barocke Pfarrhaus wurde 1781 von Franz Häffele errichtet. Eines der ältesten Gebäude der Gemeinde ist das Erlenbacher Backhaus von 1575, das bis 1813 auch Schulhaus war. Das Erlenbacher Rathaus am Marktplatz stammt aus dem Jahr 1698.

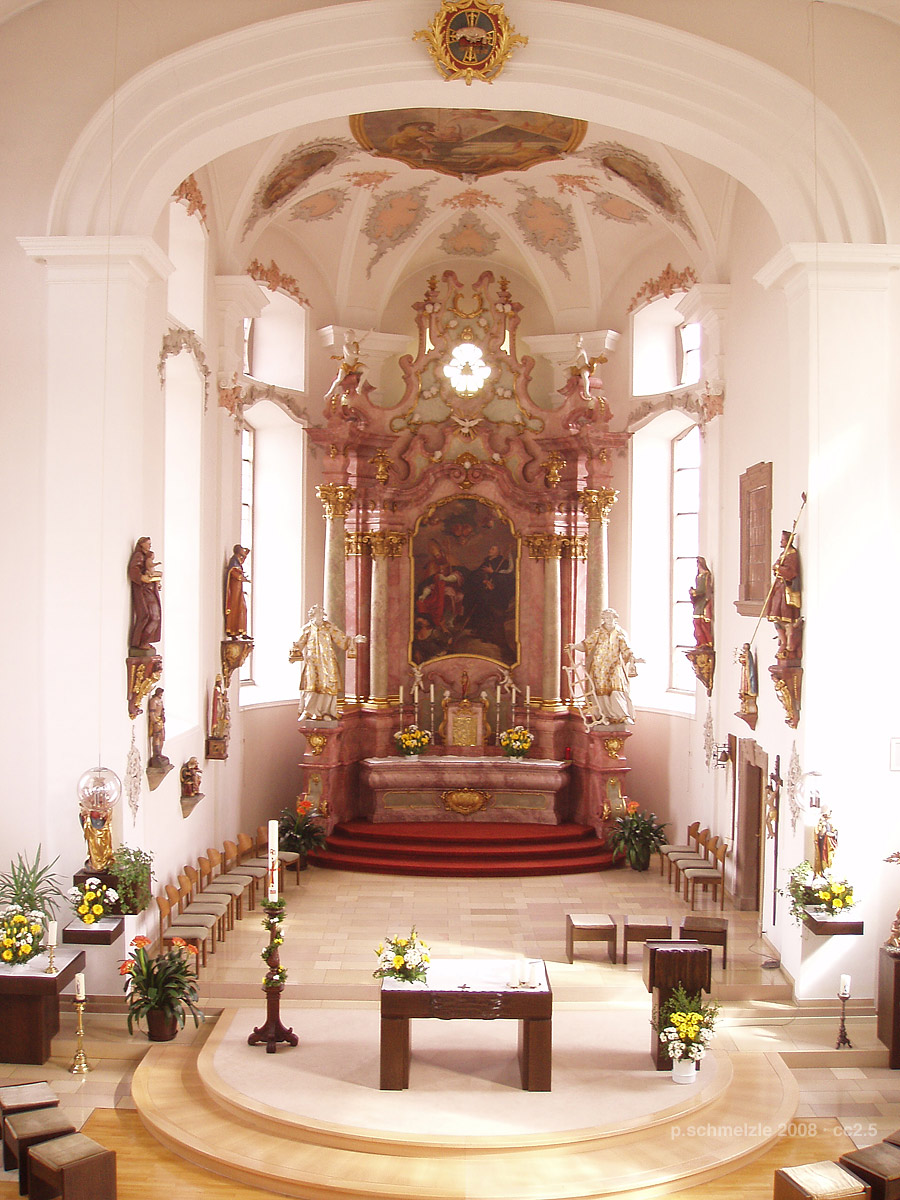
Chor von St. Martinus
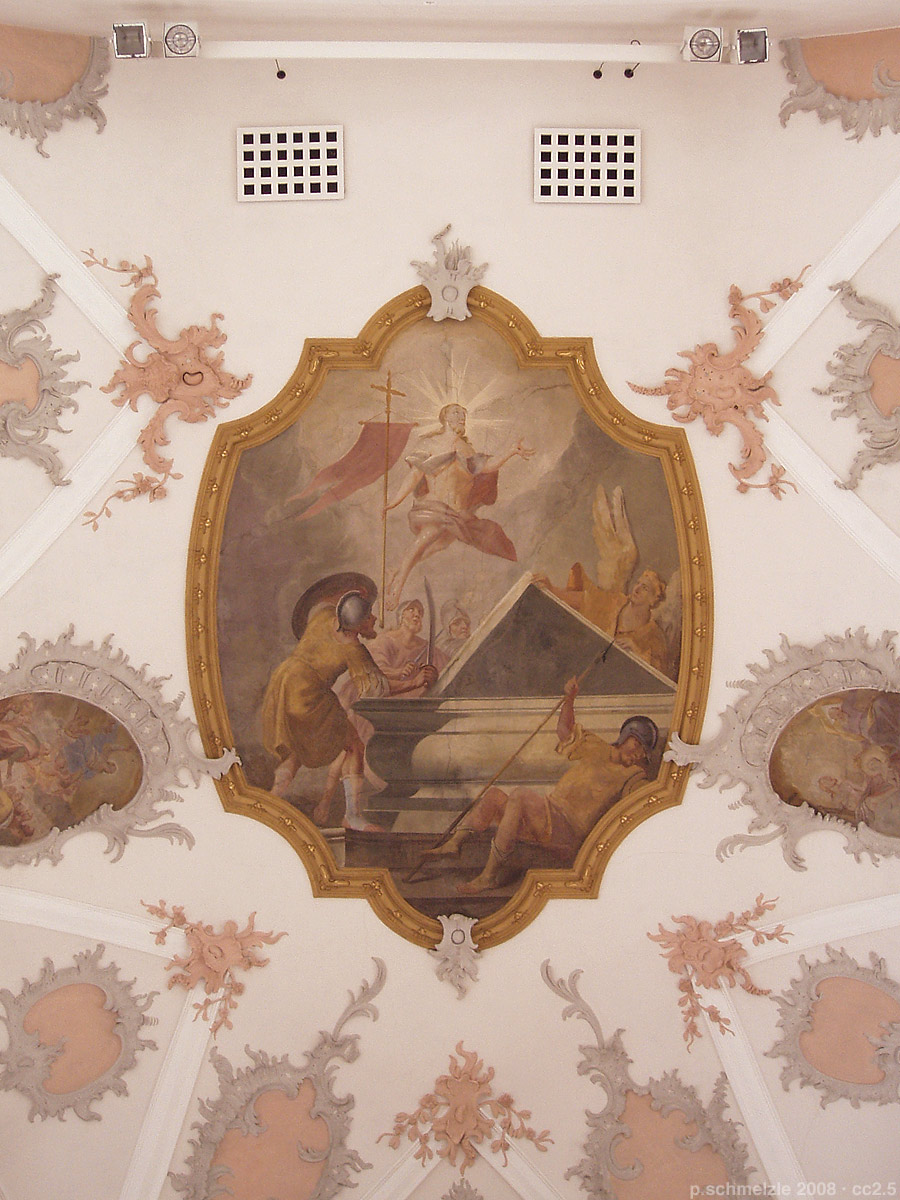
Deckengemälde im Chor von St. Martinus

Die katholische Pfarrkirche St. Michael im Ortsteil Binswangen wurde unter Baumeister Ludwig Bronner 1788 anstelle eines 1578 bezeugten Vorgängerbauwerks errichtet und 1818 geweiht. Die relativ lange Zeit zwischen Bau des Langhauses 1788 und Einweihung 1818 wird mit dem Vorhandensein der etwas außerhalb des Binswanger Ortszentrums, an der heutigen Landesstraße 1101, im Jahr 1768 errichteten St.-Wolfgangs-Kapelle als Ausweichkirche erklärt. Die der Michaelskirche benachbarte, 450 m² große ehemalige Zehntscheuer des Deutschen Ordens von 1574 beherbergt das Weinbaumuseum Alte Kelter Binswangen. Das Alte Rathaus, ein massiver Steinbau von 1876 mit Treppengiebel wird heute als Wohnhaus genutzt.

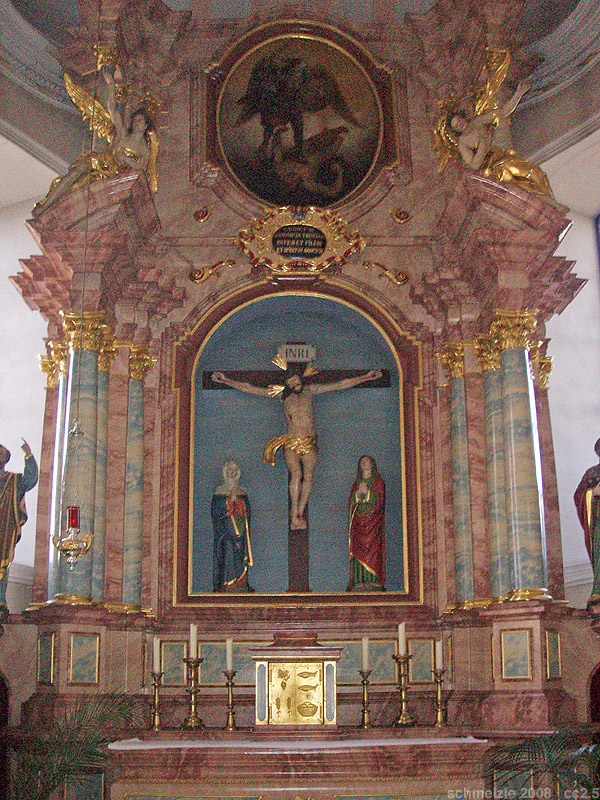
Hochaltar von St. Michael
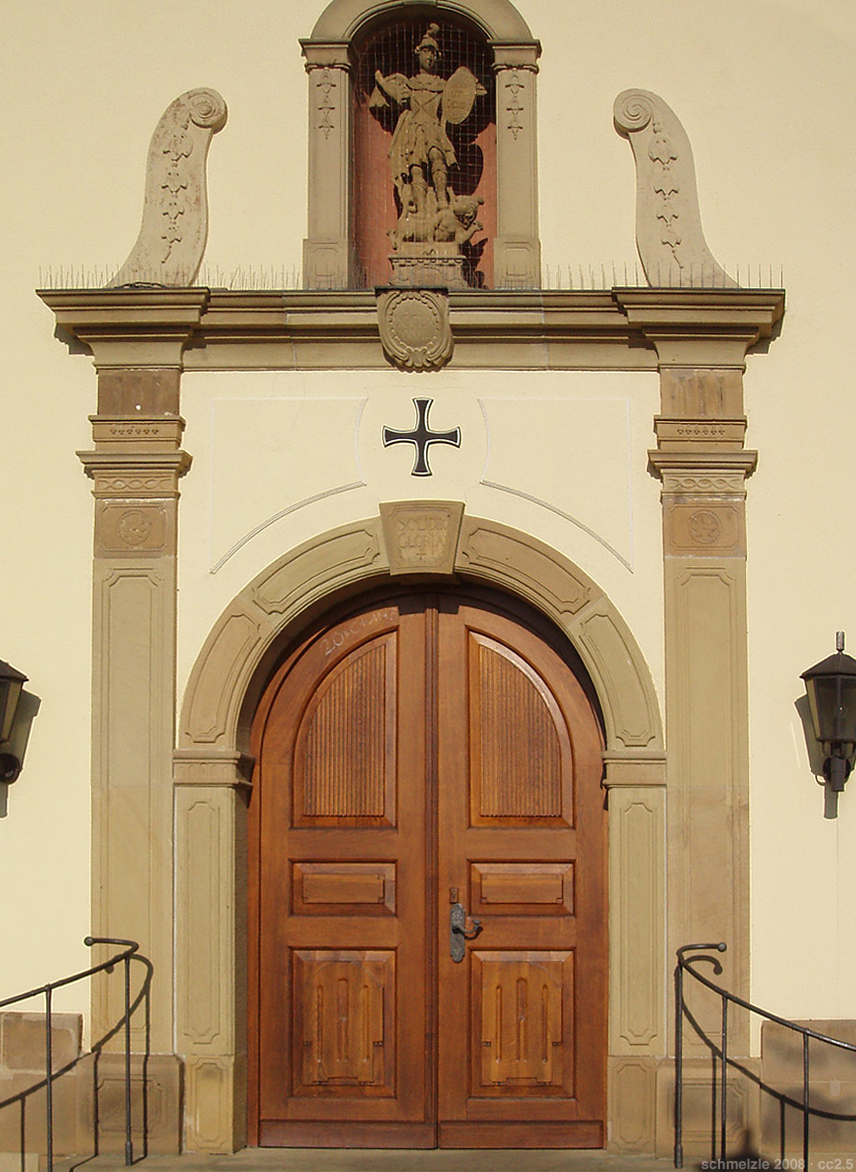
Portal von St. Michael

### Musik

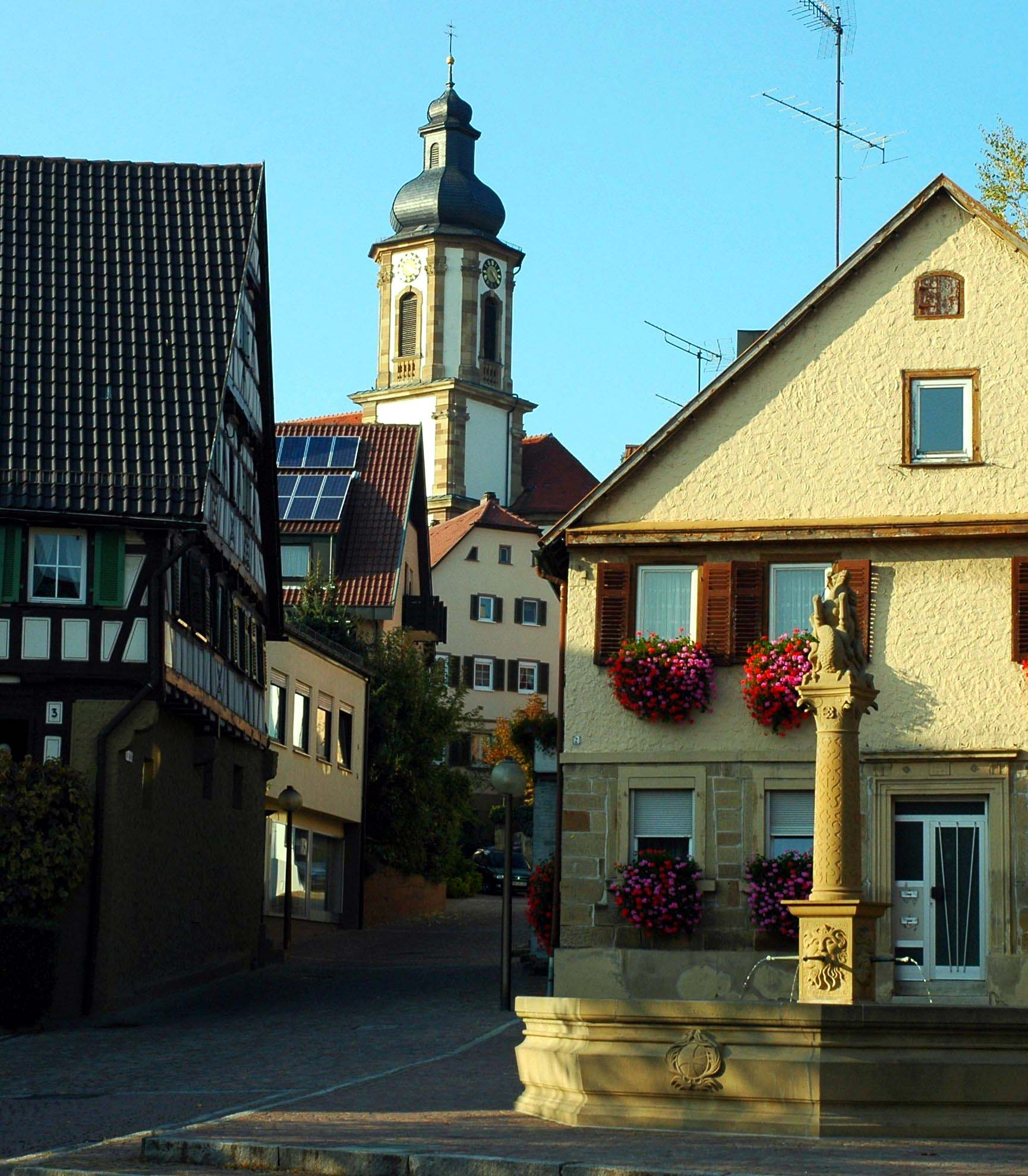
Marktplatz und kath. Kirche St. Martinus

In Binswangen und Erlenbach gibt es jeweils einen Musikverein. Der Musikverein Erlenbach veranstaltet jedes Jahr ein Frühjahrskonzert und alle zwei Jahre eine Serenade auf dem Marktplatz sowie ein Kirchenkonzert in der St.-Martinus-Kirche Erlenbach. Außerdem ist er Hauptveranstalter des Original Erlenbacher Weinfestes.

### Sport
Neben den üblichen Sportvereinen gibt es in Erlenbach den Verein Radsportverein Concordia Erlenbach 1923 e.V. (RSV Erlenbach), der für Kunstradsport bekannt ist. Seine Aktiven können auf große Erfolge verweisen.
Schon in den Jahren 1981–83 wurden Rolf Halter und Helmut Schneider Europameister im Zweier Kunstradfahren.
2000 und 2001 gewannen Katja Knaack und Carolin Ingelfinger die Junioreneuropameisterschaften im 2er-Kunstradfahren. 2002 bis 2006 gewannen sie jeweils den Weltmeistertitel. 2001 bis 2005 wurden Michael Gysin, Matthias Berg, Michael David und Jochen Halter Deutsche Meister bei den Aktiven. 2004 gewann Florian Halter den Vize-Europameistertitel im 1er-Kunstradfahren.

### Regelmäßige Veranstaltungen
Jährlich findet das Original Erlenbacher Weinfest rund ums Rathaus, immer am 3. Wochenende in den Sommerferien (Baden-Württemberg), Freitag bis Montag, am Marktplatz statt.
Zur Faschingszeit ist jährlich der Carnevals-Club Binswanger Boschurle aktiv und veranstaltet einen Rosenmontagsumzug und eine Prunksitzung.

## Wirtschaft und Infrastruktur
Der Ort verfügt über Ärzte, Apotheken, Kindergärten, Einkaufsmöglichkeiten und eine Postagentur. Die Wasserversorgung Erlenbachs ist durch den Anschluss an die Bodensee-Wasserversorgung sichergestellt.

### Weinbau

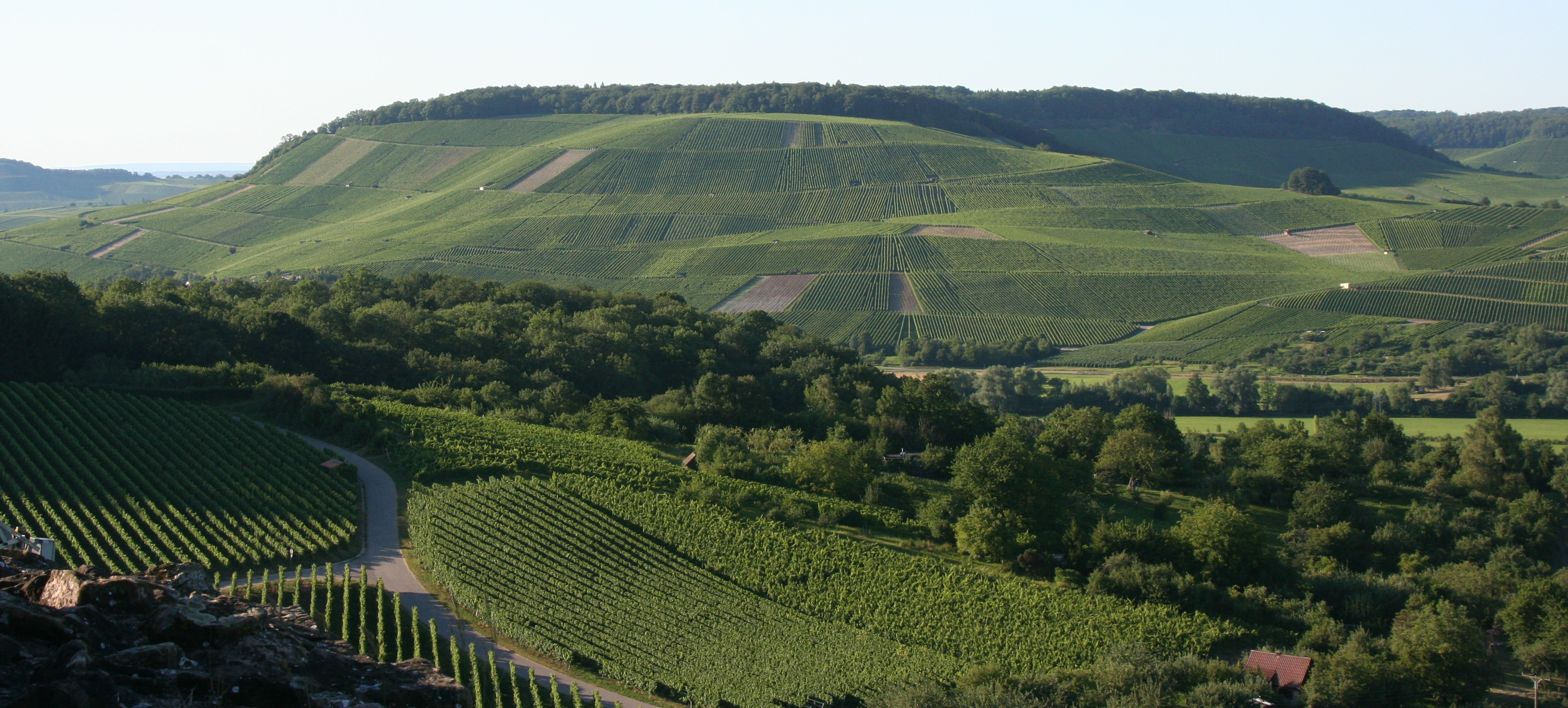
Der Erlenbacher Kayberg von Weinsberg (Burgruine Weibertreu) aus gesehen

Erlenbach ist ein Weinbauort im Anbaugebiet Württemberg. Auf rund 250 ha wird Wein angebaut. Schon 1130, bei der Ersterwähnung Erlenbachs, sind auch Weinberge mit erwähnt. Der Weinbau stellte früher die Haupterwerbsquelle dar und ist auch heute noch wichtig für die Erlenbacher Wirtschaft. Für seine Qualität ist der Erlenbacher Wein in Vergangenheit und Gegenwart weit über die Region hinaus bekannt geworden:

„Erlenbach, ein vorzüglicher Weinort, dessen Einwohner sich ganz dem Weinbau widmen, und zwar einige Weinbergbesitzer mit anerkannter Intelligenz. Die Weinberge ziehen sich auf dem rechten Ufer der Sulm nahezu ununterbrochen vom Scheuerberg über Binswangen nach Erlenbach. [...] Der Weinhandel erstreckt sich über die Grenzen des Inlandes hinaus und Schwabens Gasthöfe führen auf ihren Weinkarten schon lange den „Erlenbacher“. Das von Erlenbach kaum 1 km entfernte Binswangen hat ähnliche Lagen und Weinsorten und auch seine Bewohner machen den Weinbau zur Hauptbeschäftigung. In einzelnen Jahrgängen, wie 1865, erreichte der Wein eine außerordentliche Qualität und es wurden namhafte Preise erzielt.“

Am häufigsten angebaute Rotweinsorten waren damals Clevner, Trollinger und Schwarzriesling, wichtigste Weißweinsorten Elbling und Silvaner.
Im Jahr 1948 schlossen sich einige Erlenbacher Weingärtner zusammen und gründeten die Weingärtnergenossenschaft Erlenbach mit einer eigenen Kelter in der Friedenstraße. 1972 fusionierten die Genossenschaften aus Heilbronn, Erlenbach und Weinsberg miteinander zur bis heute bestehenden Genossenschaftskellerei Heilbronn-Erlenbach-Weinsberg eG. Der Spatenstich zur neuen gemeinsamen Kelter, die sich in den Weinbergen auf Erlenbacher Gemarkung nahe der Grenze zu Heilbronn befindet, erfolgte am 1. Juni 1973. Weine wurden in der neuen Kelter erstmals am 29. Mai 1974 gelagert, die ersten Trauben am 4. Oktober 1974 angenommen. Die Tatsache, dass an einem Standort Trauben von 600 Hektar Weinbergen angenommen werden konnten, war damals einmalig im Weinanbaugebiet Württemberg. Durch weitere Fusionen wuchs die Ertragsfläche der Genossenschaft auf heute 1400 Hektar an. Auch die Anlagen der Genossenschaft mussten erweitert werden, zuletzt kam im Jahr 2017 die Rebveredelung hinzu.
Eine im Jahr 1995 vorgesehene Streichung der Ortsnamen Erlenbach und Weinsberg aus dem Namen der Genossenschaft scheiterte, nicht zuletzt aufgrund des starken Widerstandes des Erlenbacher Bürgermeisters Karl Alber und seines Weinsberger Kollegen Jürgen Klatte. Ein erneuter Versuch seitens der Geschäftsleitung, den Namen der Genossenschaft zu kürzen, wurde bei einer außerordentlichen Generalversammlung am 4. September 2018 mit einer Mehrheit von über 75 % der Mitglieder befürwortet. Ab 2019 wird die Genossenschaft deshalb nur noch als Genossenschaftskellerei Heilbronn firmieren, was zu einem besseren überregionalen Wiedererkennungswert „und Vereinfachung bei der Werbung und in der alltäglichen Kommunikation“ führen soll.
Die Gemeinde liegt an der Württemberger Weinstraße und verfügt in Binswangen in der ehemaligen Zehntscheuer des Deutschen Ordens über ein Weinbaumuseum. Wein war für die Bewohner Erlenbachs auch immer schon Ausdruck von Geselligkeit. So ist aus dem Jahr 1680 überliefert, dass die Gemeinde Erlenbach ihre zwei Jahrmärkte am Pfingstmontag und dem Andreastag (30. November) wiederbeleben wollte, „um dem Ort zu besseren Einkünften durch das Weinauszapfen“ zu verhelfen. In der heutigen Zeit findet jährlich seit 1977 im August das Original Erlenbacher Weinfest statt.

### Verkehr
Erlenbach ist durch Landstraßen mit seinen Nachbarorten verbunden. Anschlüsse an das Eisenbahn- und Fernstraßennetz befinden sich in den unmittelbaren Nachbarstädten Heilbronn, Neckarsulm und Weinsberg, auch an die A 6, die unmittelbar an Erlenbach vorbeiführt, aber dort keine Ausfahrt hat.

### Medien
Über das Geschehen in Erlenbach berichtet die Tageszeitung Heilbronner Stimme in ihrer Ausgabe Landkreis Nord (N). Außerdem erscheint wöchentlich das gemeindliche Mitteilungsblatt Nachrichten aus Erlenbach-Binswangen.

### Öffentliche Einrichtungen
Seit 1887 besteht eine Feuerwehr in Erlenbach – sie entstand als Pflichtfeuerwehr und wurde 1925 in eine Freiwillige Feuerwehr umgewandelt. Im Jahr 2004 wurde sie um eine Jugendfeuerwehr erweitert.

### Bildung
Mit der Kaybergschule verfügt Erlenbach über eine zweizügige Grundschule, die derzeit von etwa 150 Schülern besucht wird. Die Haupt- und Werkrealschule, welche der Kaybergschule angeschlossen war, musste zum Schuljahr 2013/2014 aufgrund von zu niedrigen Schülerzahlen aufgegeben werden. Darüber hinaus gibt es drei gemeindliche Kindergärten, wovon sich zwei in Erlenbach selbst und einer im Ortsteil Binswangen befindet.
Die private Josef-Schwarz-Schule, welche außerhalb des eigentlichen Ortes im Gewerbegebiet Straßenäcker an der Gemeindegrenze zu Neckarsulm errichtet wurde, verfolgt ein bilinguales Konzept und besteht seit 2012. Sie verfügt über eine Grund- und eine Sekundarschule und bietet alle Bildungsabschlüsse an.
Menschen jeden Alters können die Volkshochschule Erlenbach, eine Außenstelle der Volkshochschule Heilbronn, besuchen.

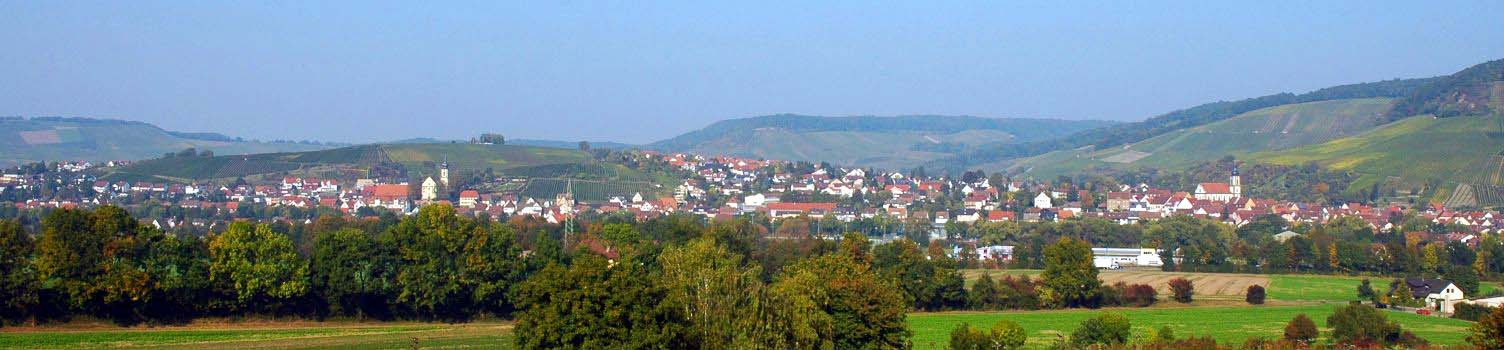
Erlenbach-Binswangen (links) und Erlenbach vom Heilbronner Wartberg aus gesehen